# 2020年加利福尼亞州22號提案
22号提案（英語：Proposition 22，專有名詞縮寫），全称为“以应用程式為主的运输營利事業和快递營利事業能豁免提供臨時工作者員工福利” ，是一项美国加利福尼亚州的公投提案，该提案在2020年11月3日的大选獲得通過。 
提案訴求以应用程序為主的运输營利事業和快递營利事業之臨時工作者定义为「独立承包商」（independent contractors），而非「員工」（employees），豁免營利事業無須遵守 AB-5 法案（英文：Assembly Bill 5）向臨時工作者提供员工福利。
该提案还为运输營利事業和快递營利事業的臨時工作者提供了额外的劳动保护措施，但大多数保护措施仅在臨時工作者“从事”超过特定时间后才适用，而非臨時工作者登录应用程序后即适用。
Lyft、Uber、DoorDash、Instacart和Postmates为支持22号提案的竞选活动提供了超过1.8亿美元的政治献金，使其成为加州历史上最“昂贵”的公投提案。 其中包括为“对22號提案投赞成票”广告提供大量投放资金，以及在它们的应用程序中向客户推广该提案。

## 背景
2019 年，加利福尼亚州 AB-5 法案确认，该法案扩大了「員工」的定义范围，原被归类为「員工」的劳工能获得最低工资和病假等保护措施外，並将原本属于「独立承包商」的劳工纳入「員工」范围。此举将使得臨時工者和其它零工经济参与者被视为「員工」。Lyft和Uber表示希望臨時工作者会被继续归类为「独立承包商」。
2020年8月，加利福尼亚法庭命令Uber和Lyft必须在10天内遵守AB-5法案的规定。这两家營利事業其后声称，如果他们的一些臨時工者要被归类「員工」，他们会关闭在加利福尼亞州的业务。在8月20日，即法院命令的最后期限，两家營利事業要求延长执行期。法庭同意将最后期限延长至11月4日，但Uber和Lyft的執行長（CEO）需要在10月4日前证明他们已有执行AB-5法案的相关计划。两家營利事業随后表示不会关闭其在加利福尼亞州的业务。

## 民意调查
| 民调机构                                                                   | 举行日期           | 样本数量   | 误差范围 | 支持22号提案 | 反对22号提案 | 未决定 |
| -------------------------------------------------------------------------- | ------------------ | ---------- | -------- | ------------ | ------------ | ------ |
| SurveyUSA （页面存档备份，存于）                                           | 2020年9月26日-28日 | 588 (LV)   | ± 5.4%   | 45%          | 31%          | 25%    |
| Redfield & Wilton Strategies （页面存档备份，存于）                        | 2020年9月19日-21日 | 1,915 (LV) | –        | 53%          | 27%          | 20%    |
| UC Berkeley/LA Times （页面存档备份，存于）                                | 2020年9月9日-15日  | 5,900 (LV) | ± 2%     | 39%          | 36%          | 25%    |
| Redfield & Wilton Strategies （页面存档备份，存于） （页面存档备份，存于） | 2020年8月9日       | 2,000 (RV) | –        | 41%          | 26%          | 34%    |

注释：
1. ↑  Key:
A – 成年人
RV – 已注册选民
LV – 自称会参与投票的选民
V – 不明确